# Evklidi
Evklidi (Grieks: Ευκλείδη) (Euclides) is een metrostation in de Griekse stad Thessaloniki dat op 30 november 2024 werd geopend. Het station is genoemd naar de Griekse wiskundige Euclides van Alexandrië. 

## Geschiedenis
Sinds de grote stadsbrand van 1917 waren er diverse voorstellen gedaan voor het aanleggen van een metronet in Thessaloniki die niet verder kwamen dan de tekentafel.  In 1976 reserveerde de landelijke overheid gelden voor de metro in Thessaloniki en in de jaren 80 van de 20e eeuw kwam de stad met een eigen project voor een metro/sneltram. De eerste werkzaamheden begonnen in 1986 en in 1988 besloot burgemeester Kouvelas het geheel uit te voeren als metro in openbouwputtunnels ook buiten de oude stad. Het gemeentelijke project werd echter om financiële redenen in 1989 stilgelegd. Dit project zou ten zuiden van Papafi twee takken krijgen, waarvan het noordelijkste station aan de westtak bij de Archiologiku Mousioustraat zou komen en werd ingetekend als Archiologiku Mousiou (Archeologisch museum).  
Deze westtak en de tunnel onder de oude stad, die al in 1918 was voorgesteld, vormen de basis voor het tracé van lijn 1 dat in 2003 werd vastgelegd. In april 2006 werd gekozen voor een automatische metro naar het voorbeeld van de metro van Kopenhagen. Volgens het ontwerp zou die  in geboorde tunnels op ongeveer 9 meter diepte komen, archeologische vondsten leidden echter tot een wijziging van het ontwerp waarbij de tunnels ongeveer tussen de 14 en 31 meter diep kwamen te liggen. Het station werd, net als de vlak bij gelegen technische school,  genoemd naar de Griekse wiskundige Euclides en niet naar het Archeologisch museum waarvan het hoofdgebouw al sinds 1962 niet meer in de betreffende straat staat. 

## Ligging en inrichting
Het station ligt tussen het Militouplein en de Papanastasioustraat in een kuip met een glazendak waardoor het daglicht het station binnenvalt. De hoofdingang, met lift en roltrappen, ligt in het verlengde van de Archiologiku Mousiou aan het Militouplein. Deze ingang ligt haaks op de stationshal. In de stationshal zijn de kaartverkoop en de kaartautomaten naast deze toegang te vinden, terwijl het kantoor van de stationsopzichter achter de OV-poortjes in het westelijke deel van de hal te vinden is. De oostelijke toegang heeft twee roltrappen die recht boven het perron liggen en komt via een pad uit op de Papanastasioustraat iets ten zuiden van de technische school.  De bovenste roltrappen van de twee roltrapgroepen tussen hal en perron zijn extra lang om de extra hoogte te overbruggen. De lift tussen hal en perron ligt tussen de westelijke roltrappen 